# Morti nel 1982/Ottobre
| Questa pagina contiene informazioni ricavate automaticamente dalle voci biografiche con l'ausilio del template Bio e di un bot. L'aggiornamento è periodico e automatico e ricostruisce completamente la pagina. Se manca una persona in questa lista, sei pregato di non aggiungerla, ma accertati piuttosto che la sua voce biografica contenga il template Bio e che i dati anagrafici siano correttamente compilati. Se il template Bio manca, inseriscilo tu stesso o, in alternativa, metti l'avviso {{tmp\|Bio}} che ne segnala la mancanza. Se i dati riportati sono sbagliati, correggi direttamente la voce biografica; le modifiche saranno visibili in questa lista entro pochi giorni. Per chiarimenti vedi il progetto biografie. La lista contiene solo le 97 persone che sono citate nell'enciclopedia e per le quali è stato implementato correttamente il template Bio. Pagina aggiornata al 3 mar 2024. |

- 1º ottobre - Clériston Andrade, politico e religioso brasiliano (n. 1925)
- 1º ottobre - Finn Berstad, dirigente sportivo e calciatore norvegese (n. 1901)
- 1º ottobre - Dag Henriksen, calciatore norvegese (n. 1928)
- 2 ottobre - William Bernbach, pubblicitario statunitense (n. 1911)
- 2 ottobre - Maye Brandt, modella venezuelana (n. 1961)
- 2 ottobre - Lino Salvini, medico italiano (n. 1925)
- 3 ottobre - Roger Claessen, calciatore belga (n. 1941)
- 3 ottobre - Vivien Merchant, attrice britannica (n. 1929)
- 3 ottobre - Noel Sickles, fumettista e illustratore statunitense (n. 1910)
- 4 ottobre - Ahmed Hasan al-Bakr, generale e politico iracheno (n. 1914)
- 4 ottobre - Glenn Gould, pianista, compositore e clavicembalista canadese (n. 1932)
- 4 ottobre - Easy Parham, cestista statunitense (n. 1921)
- 4 ottobre - Kunwar Indrajit Singh, politico nepalese (n. 1906)
- 4 ottobre - Stefanos Stefanopoulos, politico greco (n. 1898)
- 6 ottobre - Duilio Santagostino, calciatore italiano (n. 1914)
- 6 ottobre - Jan Truhlář, calciatore cecoslovacco (n. 1913)
- 7 ottobre - Guido Chiarelli, ingegnere italiano (n. 1902)
- 7 ottobre - Elio Di Mella, carabiniere italiano (n. 1952)
- 7 ottobre - Josef Lanzendörfer, bobbista cecoslovacco (n. 1907)
- 8 ottobre - Benito Atzei, carabiniere italiano (n. 1934)
- 8 ottobre - Giovanni Breviario, tenore italiano (n. 1891)
- 8 ottobre - Fernando Lamas, attore, regista e nuotatore argentino (n. 1915)
- 8 ottobre - Philip Noel-Baker, mezzofondista, politico e diplomatico britannico (n. 1889)
- 8 ottobre - Antonín Novák, calciatore cecoslovacco (n. 1907)
- 8 ottobre - Václav Svatoň, calciatore cecoslovacco (n. 1915)
- 8 ottobre - Giorgio Ursi, pistard italiano (n. 1942)
- 9 ottobre - Anna Freud, psicoanalista austriaca (n. 1895)
- 10 ottobre - Ettore Mattia, attore italiano (n. 1910)
- 11 ottobre - Elías Castelnuovo, scrittore, poeta e saggista uruguaiano (n. 1893)
- 11 ottobre - Armando Di Natale, mafioso italiano (n. 1941)
- 11 ottobre - Andrea Minasso, ciclista su strada italiano (n. 1910)
- 12 ottobre - John Brahm, regista e attore tedesco (n. 1893)
- 12 ottobre - Ignazio Messina, imprenditore e armatore italiano (n. 1903)
- 12 ottobre - Per-Olof Olsson, nuotatore svedese (n. 1918)
- 12 ottobre - Howard Sackler, drammaturgo e sceneggiatore statunitense (n. 1929)
- 12 ottobre - Nayef ibn 'Abd Allah, principe e militare giordano (n. 1914)
- 13 ottobre - Elio Tiriolo, politico italiano (n. 1927)
- 14 ottobre - Virginia Fox, attrice statunitense (n. 1902)
- 14 ottobre - Otto von Porat, pugile norvegese (n. 1903)
- 15 ottobre - Riccardo Bauer, storico, giornalista e politico italiano (n. 1896)
- 15 ottobre - Rachel Cohen-Kagan, politica israeliana (n. 1888)
- 15 ottobre - Tito Petralia, direttore d'orchestra e compositore italiano (n. 1896)
- 15 ottobre - Elsie Randolph, attrice inglese (n. 1904)
- 16 ottobre - Giuseppe Mario Boidi, politico italiano (n. 1893)
- 16 ottobre - Mario Del Monaco, tenore italiano (n. 1915)
- 16 ottobre - Paolo Heusch, regista e sceneggiatore italiano (n. 1924)
- 16 ottobre - Oldřich Nývlt, calciatore cecoslovacco (n. 1912)
- 16 ottobre - Hans Selye, medico austriaco (n. 1907)
- 17 ottobre - George Atlee Goodling, politico statunitense (n. 1896)
- 18 ottobre - Umberto Baldini, fantino italiano (n. 1904)
- 18 ottobre - Dwain Esper, regista e produttore cinematografico statunitense (n. 1892)
- 18 ottobre - Pierre Mendès France, politico francese (n. 1907)
- 18 ottobre - Bess Truman, first lady statunitense (n. 1885)
- 18 ottobre - Beppe Viola, giornalista, scrittore e telecronista sportivo italiano (n. 1939)
- 18 ottobre - Hermann von Rigele, militare austro-ungarico (n. 1891)
- 19 ottobre - Gian Paolo Callegari, giornalista, scrittore e sceneggiatore italiano (n. 1909)
- 19 ottobre - Pietro Germano, politico e partigiano italiano (n. 1920)
- 20 ottobre - Elvira Cortese, attrice italiana (n. 1910)
- 20 ottobre - Jimmy McGrory, calciatore e allenatore di calcio scozzese (n. 1904)
- 20 ottobre - Korczak Ziolkowski, scultore statunitense (n. 1908)
- 21 ottobre - Jozef Kollár, pittore slovacco (n. 1899)
- 21 ottobre - Ugo Facco De Lagarda, scrittore e partigiano italiano (n. 1896)
- 21 ottobre - Sylvia Lance Harper, tennista australiana (n. 1895)
- 21 ottobre - Radka Toneff, cantautrice e compositrice norvegese (n. 1952)
- 21 ottobre - Stan Zadel, cestista statunitense (n. 1916)
- 22 ottobre - Savitri Devi, scrittrice, poetessa e attivista greca (n. 1905)
- 22 ottobre - Antonio Greppi, politico, scrittore e commediografo italiano (n. 1894)
- 22 ottobre - Leo Losert, canottiere austriaco (n. 1902)
- 22 ottobre - Manlio Lupinacci, giornalista e politico italiano (n. 1903)
- 22 ottobre - Maura Soshin O'Halloran, monaca buddhista e scrittrice irlandese (n. 1955)
- 22 ottobre - Jurij Pantjuchov, hockeista su ghiaccio sovietico (n. 1931)
- 22 ottobre - Siegmund Warburg, banchiere tedesco (n. 1902)
- 23 ottobre - Oscar Comazzi, imprenditore italiano (n. 1910)
- 23 ottobre - Il'ja Michajlovič Lifšic, fisico sovietico (n. 1917)
- 23 ottobre - Gary Suiter, cestista statunitense (n. 1945)
- 24 ottobre - Lottice Howell, cantante e attrice statunitense (n. 1897)
- 25 ottobre - Bill Eckersley, calciatore inglese (n. 1925)
- 25 ottobre - Arvid Wallman, tuffatore svedese (n. 1901)
- 26 ottobre - Pietro Accorsi, antiquario italiano (n. 1891)
- 26 ottobre - Giovanni Benelli, cardinale italiano (n. 1921)
- 26 ottobre - Louis Dufour, hockeista su ghiaccio svizzero (n. 1901)
- 26 ottobre - Edmund Majowski, allenatore di calcio e calciatore polacco (n. 1910)
- 26 ottobre - Valerio Zurlini, regista e sceneggiatore italiano (n. 1926)
- 27 ottobre - Jean Filliozat, storico delle religioni e orientalista francese (n. 1906)
- 27 ottobre - Abba Lerner, economista statunitense (n. 1903)
- 27 ottobre - Josef Medřický, pallanuotista cecoslovacco (n. 1908)
- 27 ottobre - Veličko Veličkov, tiratore a segno bulgaro (n. 1934)
- 27 ottobre - Miguel Ydígoras Fuentes, generale e politico guatemalteco (n. 1895)
- 28 ottobre - Phyllis Covell, tennista britannica (n. 1895)
- 29 ottobre - Lamberto Dalla Costa, bobbista italiano (n. 1920)
- 29 ottobre - Sidney Kirkman, generale inglese (n. 1895)
- 29 ottobre - William Lloyd Webber, organista e compositore britannico (n. 1914)
- 29 ottobre - Richard Wahl, schermidore tedesco (n. 1906)
- 30 ottobre - Angelo Ephrikian, violinista, direttore d'orchestra e compositore italiano (n. 1913)
- 30 ottobre - Karl Ragnar Gierow, regista, scrittore e traduttore svedese (n. 1904)
- 30 ottobre - Iryna Vil'de, scrittrice ucraina (n. 1907)
- 30 ottobre - Raúl Toro, calciatore cileno (n. 1911)